# Patinatge artístic als Jocs Olímpics d'hivern de 1980 - Dansa
Als Jocs Olímpics d'Hivern de 1980 celebrats a la ciutat de Lake Placid (Estats Units) es disputà una prova en categoria mixta de dansa, que formà part del programa oficial dels Jocs.
Les proves es disputaren entre els dies 18 i 20 de febrer de 1980 a l'Olympic Center.

## Comitès participants
Hi participaren un total de 24 patindors de 8 comitès nacionals diferents.
| - Àustria (2) - Canadà (2) - Estats Units (4) - Hongria (2) |  | - RFA (2) - Regne Unit (4) - Txecoslovàquia (2) - Unió Soviètica (6) |

## Resum de medalles
| Or                                                    | Argent                                    | Bronze                                          |
| Unió Soviètica Natalia Linichuk · Gennadi Karponossov | Hongria Krisztina Regöczy · Andras Sallay | Unió Soviètica Irina Moiseeva · Andrei Minenkov |

## Resultats
| Posició | Nom                                   | CON            | PC | PL | Punts  | Places |
| ------- | ------------------------------------- | -------------- | -- | -- | ------ | ------ |
| 1       | Natalia Linichuk Gennadi Karponossov  | Unió Soviètica | 1  | 2  | 205.48 | 13     |
| 2       | Krisztina Regöczy Andras Sallay       | Hongria        | 2  | 1  | 204.52 | 14     |
| 3       | Irina Moiseeva Andrei Minenkov        | Unió Soviètica | 3  | 3  | 201.86 | 27     |
| 4       | Liliane Rehakova Stanislav Drastich   | Txecoslovàquia | 4  | 4  | 198.02 | 39     |
| 5       | Jayne Torvill Christopher Dean        | Regne Unit     | 5  | 5  | 197.12 | 42     |
| 6       | Lorna Wighton John Dowding            | Canadà         | 6  | 6  | 193.80 | 54     |
| 7       | Judy Blumberg Michael Seibert         | Estats Units   | 7  | 7  | 190.30 | 66     |
| 8       | Natalia Bestemianova Andrei Bukin     | Unió Soviètica | 9  | 9  | 188.18 | 75     |
| 9       | Stacey Smith John Summers             | Estats Units   | 8  | 8  | 188.38 | 75     |
| 10      | Henriette Fröschl Christian Steiner   | RFA            | 10 | 10 | 178.38 | 94     |
| 11      | Susanne Handschmann Peter Handschmann | Àustria        | 11 | 11 | 177.78 | 96     |
| 12      | Karen Barber Nicky Slater             | Regne Unit     | 12 | 12 | 176.92 | 104    |